# Купирово
Купирово (хорв. Kupirovo) — населений пункт у Хорватії, у Задарській жупанії у складі громади Грачаць.

## Населення
Населення за даними перепису 2011 року становило 46 осіб.
Динаміка чисельності населення поселення:

## Клімат
Середня річна температура становить 8,81 °C, середня максимальна – 22,96 °C, а середня мінімальна – -7,52 °C. Середня річна кількість опадів – 1144 мм.
| Клімат поселення                              | Клімат поселення | Клімат поселення | Клімат поселення | Клімат поселення | Клімат поселення | Клімат поселення | Клімат поселення | Клімат поселення | Клімат поселення | Клімат поселення | Клімат поселення | Клімат поселення | Клімат поселення |
| Показник                                      | Січ.             | Лют.             | Бер.             | Квіт.            | Трав.            | Черв.            | Лип.             | Серп.            | Вер.             | Жовт.            | Лист.            | Груд.            |                  |
| Середній максимум, °C                         | 6,32             | 7,60             | 10,84            | 14,98            | 19,59            | 22,96            | 22,89            | 22,49            | 18,68            | 14,49            | 9,17             | 4,76             |                  |
| Середня температура, °C                       | −0,6             | 0,67             | 3,92             | 8,05             | 12,66            | 16,04            | 18,30            | 17,90            | 14,09            | 9,90             | 4,59             | 0,17             |                  |
| Середній мінімум, °C                          | −7,52            | −6,24            | −3,01            | 1,12             | 5,72             | 9,12             | 13,71            | 13,32            | 9,51             | 5,32             | 0,00             | −4,41            |                  |
| Норма опадів, мм                              | 84               | 83               | 89               | 98               | 86               | 88               | 65               | 75               | 107              | 119              | 138              | 112              |                  |
| Середньомісячна швидкість вітру, м/с          | 1.82             | 2.00             | 2.24             | 2.22             | 2.02             | 1.78             | 1.75             | 1.63             | 1.72             | 1.81             | 1.99             | 2.04             |                  |
| Середньомісячна сонячна радіація, кДж/м²·день | 4855             | 7506             | 11158            | 15648            | 19566            | 21828            | 23533            | 20440            | 15146            | 9760             | 5323             | 4033             |                  |
| --------------------------------------------- | ---------------- | ---------------- | ---------------- | ---------------- | ---------------- | ---------------- | ---------------- | ---------------- | ---------------- | ---------------- | ---------------- | ---------------- | ---------------- |
| Джерело:                                      |                  |                  |                  |                  |                  |                  |                  |                  |                  |                  |                  |                  |                  |